# Fort Senneville
Pour les articles homonymes, voir Senneville.
 (novembre 2023).
Si vous disposez d'ouvrages ou d'articles de référence ou si vous connaissez des sites web de qualité traitant du thème abordé ici, merci de compléter l'article en donnant les références utiles à sa vérifiabilité et en les liant à la section « Notes et références ».
Le Fort Senneville fut un des postes fortifiés construit autour de Montréal. Il est en effet construit au XVIIe siècle à l'extrémité ouest de l'Île de Montréal et mesure environ 20,11 mètres par 9,14 mètres. Les vestiges du fort sont aujourd'hui sur un terrain privé du côté ouest du chemin de Senneville à Senneville, juste au nord du pont de l'Île-aux-Tourtes.
Le site du Fort-Senneville a été classé site historique et archéologique en 2003.

## Histoire
En 1671, les habitants de Ville-Marie aménagent ce lieu situé au lieu-dit du Bout de l'Isle de l'Île de Montréal, à environ un demi mille avant les rapides de Sainte Anne de Bellevue.
En 1672, le terrain est cédé par les Sulpiciens à Michel-Sidrac Dugué de Boisbriant, ancien capitaine du Régiment de Carignan-Salières. Ce dernier doit s'en séparer en règlement d'une dette, au profit de Jacques Le Ber, négociant en fourrure, et de Charles Le Moyne. En 1683, Le Ber devient l'unique propriétaire du fief et le renomme Senneville, du nom de son lieu de naissance.
En 1686, Jacques Le Ber de Senneville, à la demande du gouverneur Denonville, fait édifier un bâtiment en pierre ainsi qu'un moulin à vent qui sera surmonté peu après d'une tour de guet et de mâchicoulis, servant ainsi de poste d'observation et de redoute. 
En 1691, le poste de traite fortifié est attaqué et brûlé par les Iroquois peu après la Bataille de Québec de 1690. Seul le moulin survit à cette attaque.
En 1692, le gouverneur de la Nouvelle-France, Louis de Buade de Frontenac, ordonne la reconstruction d'un nouveau fort plus puissamment défendu.
En 1702, Jacques LeBer de Senneville confie à son fils, prénommé Jacques également, la réalisation du nouveau fort.
En 1703, les travaux sont réalisés et le fort Senneville est défendu par plusieurs canons disposés aux quatre coins des remparts. Cet ouvrage vise à protéger les activités commerciales et à servir de refuge aux habitants. L'endroit est stratégique. Situé sur les berges de la rivière des Outaouais, il permet un contrôle sur le commerce des fourrures, commerce cependant concurrencé par le poste de traite construit sur l'autre rive à Vaudreuil par le gouverneur général Philippe de Rigaud de Vaudreuil.
Au cours du XVIIIe siècle, le fort perd progressivement son rôle de poste de traite au profit de postes et forts français construits dans les territoires occidentaux de la Nouvelle-France, tels que les Grandes Plaines, les Grands Lacs et la Louisiane française. Il est alors utilisé par les fermiers et les meuniers. Néanmoins, le fort Senneville reprend un rôle militaire défensif face aux menaces iroquoises vers 1748 et abrite une garnison.
Après le Traité de Paris de 1763, le fort Senneville perd son rôle militaire.
En 1774, Jean-Baptiste-Jérémie Testard de Montigny, riche négociant de fourrure et propriétaire du lieu, fait réparer le fort pour en faire à la fois une résidence, un dépôt et un magasin de vente.
En 1776, lors de la Guerre d'indépendance des États-Unis, le général Benedict Arnold fait incendier le fort Senneville lors de l'invasion des troupes américaines.
Le fort restera à l'abandon et servira de carrière de pierres pour la construction d'autres bâtiments et édifices aux alentours.
En 1865, le fort devint la propriété de John Joseph Caldwell Abbott, Premier ministre du Canada et maire de Montréal.
En 1898, Edward Seaborne Clouston, premier président le la Banque de Montréal, achète le domaine de Fort Senneville lors de la succession d'Abbott. 
Le 27 novembre 2003, le site du Fort Senneville est classé site historique et archéologique en vertu de la Loi sur les biens culturels, par la ministre de la Culture et des Communications du Québec.
Le site est également un milieu avec une certaine importance écologique et aux abords du lac il offre un habitat naturel pour la tortue graptemys, une espèce rare.

## Patrimoine
Le fort Senneville est un des deux seuls forts encore existant sur l'Île de Montréal, l'autre étant le fort de la Montagne des Sulpiciens, érigé vers 1686. Les ruines du fort témoignent de l'architecture des petits forts isolés qui servaient à la défense de la colonie et évoquent le souvenir de Jacques Le Ber, important négociant de l'époque.